# Helena Klein
Helena Klein, född 14 januari 1885 i Stockholm, död 11 februari 1983 i Örebro, var en svensk läkare.
Helena Klein var dotter till Gottlieb Klein. Hon avlade mogenhetsexamen i Stockholm 1903 och blev medicine kandidat vid Uppsala universitet 1910 samt medicine licentiat vid Karolinska Institutet i Stockholm 1916. Efter kortare förordnanden vid Vänersborgs hospital, vid Akademiska sjukhuset i Uppsala och Provisoriska sjukhuset i Stockholm var hon andre läkare vid Romanäs sanatorium 1916–1917, underläkare vid kuranstalten Montebello, Danmark 1918, förste underläkare vid Stora Ekebergs sanatorium 1918–1922, underläkare vid Söderby sjukhus 1922–1923 och vid Sabbatsbergs sjukhus' medicinska avdelning 1923–1925. 1926 utnämndes hon till sanatorieläkare vid Garphytte sanatorium och blev därmed Sveriges första kvinnliga sanatorieläkare. Klein företog flera utländska studieresor. Hon var 1935–1940 vice ordförande i Yrkeskvinnors riksförbund, 1935–1945 ordförande i Yrkeskvinnors klubb för Örebro stad och län samt under några år medlem i centralstyrelsen av Internationella kvinnoförbundet för fred och frihet. 1944 erhöll hon Illis quorum.